# Чоглоков, Василий Александрович
Василий Александрович Чоглоков (? — 1667) — стольник (1627), окольничий (1649) и воевода олонецкий (1649—1658, 1663—1667).

## Биография
Представитель дворянского рода Чоглоковых. С 1627 по 1640 год упоминается в звании царского стольника при дворе Михаила Фёдоровича.
В декабре 1649 года В. А. Чоглоков, носивший чин окольничего, был назначен воеводой в Олонец, «На Олонце и во всех Заонежских степях и погостах». При назначении он получил царский наказ, касавшийся всех сторон деятельности воеводы, причем особое внимание Чоглокова обращалось на возможность прибытия иностранцев с целью установить торговые отношения. В этом случае Чоглоков должен был сообщить в Москву, а «без государева указу пускать не смеют».
В 1656 году окольничий Василий Александрович Чоглоков, получивший почётный титул наместника алатырьского, участвовал в мирных переговорах между русской и польской делегациями в Вильно об избрании царя Алексея Михайловича на польский королевский и литовский великокняжеский престолы.
В 1657 году В. А. Чоглоков принял участие в русско-шведской войне (1656—1661). Он заменил в Олонце П. М. Пушкина, получив приказ охранять Олонец и «промышлять» под Корелой. 18 августа олонецкий воевода В. А. Чоглоков с войском прибыл под Корелу, где простоял до конца августа, послав отсюда отряд по Выборгской дороге. Задача В. Чоглокова состояла в том, чтобы отвлечь шведов и ослабить их нажим на других участках военных действий. Осенью 1657 года русские разбили в Сердобском погосте шведский отряд (700 чел.), шедший из Або через Выборг в Кирьянский погост. Однако русские не смогли взять город Корелу (Кексгольм).
В 1658 году из-за многочисленных обвинений во взяточничестве Василий Чоглоков был отстранен от воеводства в Олонце. Его дело расследовал Сергей Андреевич Малово. Было выяснено, что олонецкий воевода за деньги отпускал в большом количестве ратных людей со службы раньше времени и покровительствовал шведским купцам.
В 1663 году Василий Чоглоков был вторично назначен на воеводство в Олонец, где скончался в 1667 году.